# 泰山站 (台灣)
25°03′11″N 121°26′21″E / 25.05306°N 121.43917°E
泰山站位於台灣新北市泰山區和新莊區的交界，為桃園國際機場捷運的車站，也將是塭仔圳重劃區開發完成後的交通樞紐。

## 車站概要
本站位於新北大道與泰林路交口，次地名為坡雅頭，車站編號為A5。本站僅有普通車停靠。

## 車站構造
本站為高架五層車站，設有兩座側式月台，站體長約84公尺，寬約24公尺。設有4處出入口，3座無障礙電梯。

### 車站樓層
| 地上 五樓 | 月台層             |                                                                     |
| 地上 五樓 | 側式月台，右側開門 |                                                                     |
| 地上 五樓 | ①號月台            | ← 機場線普通車 往老街溪方向（泰山貴和站） ← 機場線直達車 不停靠本站 |
| 地上 五樓 | ②號月台            | 機場線直達車 不停靠本站→ 機場線普通車 往台北方向（新莊副都心站）→   |
| 地上 五樓 | 側式月台，右側開門 |                                                                     |
| 地上 四樓 | 大廳層             | 電扶梯、電梯及樓梯往月台層                                          |
| 地上 四樓 | 大廳層             | 廁所                                                                |
| 地上 四樓 | 大廳層             | 車站大廳、驗票閘門、詢問處、自動售票機                              |
| 地上 四樓 | 大廳層             | 電扶梯、電梯及樓梯往出入口                                          |
| 地面      | 出入口             | 出入口                                                              |

### 車站出入口
共有四個出入口。
- 1號出入口：位於面向新北大道四段。
- 2號出入口：位於停車場內。
- 3號出入口：位於停車場旁。
- 4號出入口（南側）：位於新北大道四段，對面是泰山站1號出入口。
- 4號出入口（北側）：位於面向泰林路二段。

| 出入口                                    | 圖片 | 位置                                    |
| ----------------------------------------- | ---- | --------------------------------------- |
| 出入口1 · 設有手扶梯                      |      | 新北市泰山區新北大道四段431號           |
| 出入口2                                   |      | 新北市泰山區新北大道四段431號           |
| 出入口3                                   |      | 新北市泰山區新北大道四段431號           |
| (北側)                                    |      | 新北市泰山區泰林路二段2號旁（北側出口） |
| (南側)                                    |      | 新北市泰山區新北大道四段431號           |
| 註： 設有手扶梯 \| 設有無障礙電梯往返地面 |      |                                         |

## 歷史
- 2017年3月2日，隨著機場捷運「台北車站—環北」段正式通車而啟用[1]。
- 2022年7月4日，增設北側出入口啟用[2][3]。

## 利用狀況
| 年   | 桃捷年間 | 桃捷年間 | 桃捷年間 | 桃捷年間 | 日平均 | 日平均 |
| 年   | 上車     | 下車     | 上下車計 | 來源     | 上車   | 上下車 |
| ---- | -------- | -------- | -------- | -------- | ------ | ------ |
| 2017 | 262千    | 271千    | 533千    | [ a ]    | 859    | 1,748  |
| 2018 | 361千    | 365千    | 726千    | [ b ]    | 989    | 1,989  |
| 2019 | 449千    | 452千    | 901千    | [ c ]    | 1,230  | 2,468  |
| 2020 | 406千    | 412千    | 818千    | [ d ]    | 1,109  | 2,235  |

## 車站周邊
- 新北市新莊區中平國中
- 新北市立新莊高級中學
- 泰山國民運動中心
- 新北市公共自行車租賃系統
  - 捷運泰山站
  - 捷運泰山站(4號出口)

## 公車資訊
站牌名為泰林路新北大道口、捷運泰山站、捷運泰山站（泰林路），其中泰林路新北大道口位於泰山站4號出入口（北側）旁。
| 編號     | 經營業者           | 區間                         | 備註                                                                                |
| -------- | ------------------ | ---------------------------- | ----------------------------------------------------------------------------------- |
| 616      | 中興巴士           | 泰山－天母                   | 僅停靠 捷運泰山站（泰林路）站牌                                                     |
| 617      | 三重客運           | 泰山－內湖                   | 僅停靠 捷運泰山站站牌                                                               |
| 622      | 三重客運           | 泰山－捷運中山站             | 僅停靠 捷運泰山站站牌                                                               |
| 786      | 三重客運           | 板橋－公西                   | 屬於新北市區公車。 僅停靠 捷運泰山站站牌                                            |
| 803      | 指南客運           | 五股－松山機場               | 屬於新北市區公車。 僅停靠 捷運泰山站（泰林路）站牌                                  |
| 805      | 台北客運、三重客運 | 土城－五股                   | 屬於新北市區公車。 僅停靠 捷運泰山站（泰林路）站牌                                  |
| 813      | 指南客運、光華巴士 | 五股－中和                   | 屬於新北市區公車。 僅停靠 捷運泰山站（泰林路）站牌                                  |
| 820      | 中興巴士           | 泰山－捷運民權西路站         | 屬於新北市區公車。 僅停靠 捷運泰山站（泰林路）站牌                                  |
| 835      | 三重客運           | 新北產業園區－捷運台大醫院站 | 屬於新北市區公車。                                                                  |
| 859      | 三重客運           | 泰山－樹林                   | 屬於新北市區公車。                                                                  |
| 918      | 指南客運、中興巴士 | 泰山－新店                   | 屬於新北市區公車。 部分班次繞駛耕莘醫院。 僅停靠 捷運泰山站（泰林路）站牌           |
| F212副線 | 新北市新巴士       | 泰山公有市場－捷運泰山站     | 新北市泰山區免費接駁巴士。 回程延駛至五股德音國小與貿商國宅。 僅停靠 捷運泰山站站牌 |
| 跳蛙公車 | 中興巴士           | 泰山－內湖                   | 屬於新北市區公車。                                                                  |

## 腳注

### 來源資料
1. 1 2  YouTube上的機場捷運核准營運既試營運計畫記者會
2. ↑  泰山站4號出入口(位置:新北市泰山區泰林路二段2號旁)於西元2022年7月4日下午2點啟用。
3. ↑  【桃捷公告】New Open！機場捷運A5泰山站4號出口即將啟用 讓旅客通行更便利! （页面存档备份，存于），桃園捷運官方網站，發佈日期2022-07-01。
4. ↑  .  (PDF) (报告) 中華民國106年. 新北市政府捷運工程局. 2018-06  [2019-06-08]. （原始内容存档 (PDF)于2019-08-11）.
5. ↑  .  (PDF) (报告) 中華民國107年. 新北市政府捷運工程局: 頁3-13～3-14. 2019-07-04  [2019-07-05]. （原始内容存档 (PDF)于2019-07-06）.
6. ↑  .  (PDF) (报告) 中華民國108年. 新北市政府捷運工程局: 頁44–48. 2020-06-04  [2020-06-06]. （原始内容 (PDF)存档于2020-06-07）.
7. ↑  .  (PDF) (报告) 中華民國109年. 新北市政府捷運工程局: 頁44–49. 2021-05  [2021-05-08]. （原始内容存档 (PDF)于2021-05-08）.

## 外部連結
- 桃園捷運 泰山站 （页面存档备份，存于）（繁體中文）
- 桃園大眾捷運股份有限公司->乘車指南->路網圖（繁體中文）